# 1/6 (EP)
1/6 (también pronunciado y escrito como One Sixth) es el tercer extended play (EP) de la cantante surcoreana Sunmi. Fue lanzado el 6 de agosto de 2021 a través de Abyss Company. Es el primer EP coreano de la cantante en casi tres años, después de Warning en 2018. El disco incluye seis canciones, incluido el sencillo principal, «You Can't Sit with Us».
El concepto visual de 1/6 es un retroceso a principios de la década de 2000. El EP trata de las profundas emociones internas como la ira, la confusión, la tristeza y la felicidad que «no podemos evitar atravesar en la gravedad de nuestras vidas». El álbum es principalmente un disco pop de estilo retro que combina elementos de synthwave, dance pop, bubblegum pop y city pop.

## Antecedentes y lanzamiento
El 14 de julio de 2021, el sello de Sunmi, Abyss Company, confirmó en un comunicado a Newsen que la cantante se encontraba en medio de los preparativos para un nuevo álbum que se lanzaría en agosto. El 19 de julio, Sunmi reveló que 1/6 se lanzaría el 6 de agosto. Sunmi dio a conocer la lista de canciones del EP en sus redes sociales y página  web, revelando a «You Can't Sit with Us» como el sencillo principal el 26 de julio. El teaser para el videoclip del sencillo se lanzó el 1 de agosto.
Durante una conferencia de prensa en línea, Sunmi describió el EP como «adecuado para ella misma» y expresó su deseo de ser una artista que no se pueda copiar fácilmente. También quiso «dar comodidad, diversión y ligereza a quienes se sienten pesados y agobiados en este momento». El título del álbum, 1/6, proviene de la cita: «En la luna donde la gravedad es un sexto, ¿el peso de la ansiedad también será un sexto?».

## Composición
La edición estándar de 1/6 tiene una duración de poco menos de 20 minutos. El miniálbum incluye seis canciones que muestran las habilidades vocales de la cantante. El disco es principalmente un estilos pop retro, que incluye synthwave, dance pop, bubblegum, city pop y elementos musicales de los 80. NME comentó que el EP «utiliza elementos retro animados para dar una idea de sus luchas y ansiedades personales». En él, Sunmi se sincera sobre sus experiencias con el trastorno límite de la personalidad. A través de las seis canciones, Sunmi habla sobre las emociones profundas de la vida, como la tristeza, la felicidad, la ira y la confusión, que son «inevitables a través del peso y la gravedad de la vida». La textura del miniálbum ha sido descrita como más ligera, brillante, soñadora, lustrosa y más libre, comparándolo con la temática de un amor doloroso y la ruptura de su segundo EP Warning.

### Canciones
El sencillo principal, «You Can't Sit with Us», es una canción inspirada en synthwave caracterizada por un estilo dance pop distintivo de los 80 con un potente sintetizador. La canción presenta un ritmo rápido, un coro adictivo, la voz «entrecortada» de Sunmi y, además de demostrar sus habilidades como vocalista, también se ve a la cantante demostrando sus habilidades de rap. Su título fue tomado de un diálogo de la película Mean Girls (2004). La canción resume la frustración y la ira que uno experimenta cuando se encuentra en una encrucijada con su enamorado. «Sunny» es una canción pop retro e inspirada en el verano que contiene una melodía «alegre» que hace que la cantante «se sienta libre y ligera». La canción emplea imágenes vívidas de un amor de verano y los días de descanso en la playa. «1/6» es una canción de bubblegum pop y city pop «relajada» con un sonido retro. Combinando elementos de rock indie y synthpop, la canción detalla momentos en los que Sunmi tiene dificultades con sus emociones y su trastorno límite de personalidad. En la letra, pregunta si puede sentir que su corazón se aligera si va a la luna, donde la gravedad es 1/6 más fuerte que en la Tierra.
La canción de dance pop y nu-disco, «Call», describe el sentimiento de una decepción causada por su enamorado y ya no confiar en él. Con el sonido de un tono de llamada en espera en la canción, la cantante está tratando de que respondan la llamada para que pueda hacerles saber que ya no le importa. «Narcissism» es una canción pop inspirada en EDM con sintetizadores y letras que describen perderse a uno mismo y no reconocer su reflejo en el espejo. En el segundo verso, Sunmi canta con voz «soñadora» sobre las similitudes de sus rasgos y sentidos entre su reflejo. El tema de cierre, «Borderline», es una canción atmosférica, retro de medio tiempo, escrita por Sunmi sobre su experiencia con el trastorno límite de la personalidad. Con influencias de rock alternativo, la canción presenta un arreglo profundo y la voz grave «encantadora» de Sunmi. Sunmi había interpretado previamente la canción en conciertos y también lanzó un vídeo para la misma en 2020.

## Recepción

### Crítica
Angela Patricia Suacillo de NME calificó al EP con 4 de 5 estrellas, elogiando la capacidad de Sunmi para tomar «elementos animados y optimistas del pop dance» y usarlos para enfrentar sus ansiedades. Sofia Gomez de The Kraze clasificó a 1/6 como un disco de inspiración retro que trata sobre las emociones y las dificultades mientras habla sobre las luchas personales de la cantante.

### Comercial
Según Hanteo Chart, el álbum vendió 10 692 copias el 9 de agosto, logrando romper su récord anterior con 2 911 copias —obtenido con Warning— en su primer día de ventas. El EP también vendió 16 305 copias del 9 al 15 de agosto. El disco debutó en el quinto puesto de Gaon Album Chart.

## Lista de canciones
Todas las letras escritas por Sunmi.
| 1/6   |                         |                                                 |          |  |
| N.º   | Título                  | Música                                          | Duración |  |
| 1.    | «You Can't Sit with Us» | Melanie Fontana, Michel Schulz, Ross Golan      | 3:37     |  |
| 2.    | «Sunny»                 | Jake K(ARTiffect), Maria Marcus, MCK(ARTiffect) | 3:20     |  |
| 3.    | «1/6» (6분의1)          | Sunmi, Frants                                   | 3:41     |  |
| 4.    | «Call»                  | Sunmi, Frants, El Capitxn                       | 3:52     |  |
| 5.    | «Narcissism»            | Sunmi, Frants                                   | 3:52     |  |
| 6.    | «Borderline»            | Sunmi, Frants                                   | 2:54     |  |
| 19:51 |                         |                                                 |          |  |

## Posicionamiento en listas
| Lista (2021)                     | Mejor posición |
| -------------------------------- | -------------- |
| Corea del Sur (Gaon Album Chart) | 5              |

## Historial de lanzamiento
| País          | Fecha               | Formato(s)           | Distribuidora |
| ------------- | ------------------- | -------------------- | ------------- |
| Corea del Sur | 6 de agosto de 2021 | CD, descarga digital | Abyss Company |
| Varios        | 6 de agosto de 2021 | Descarga digital     | Abyss Company |